# Liaohe (köping i Kina, Henan)
Liaohe (kinesiska: 潦河, 潦河镇) är en köping i Kina. Den ligger i provinsen Henan, i den centrala delen av landet, omkring 230 kilometer sydväst om provinshuvudstaden Zhengzhou. Antalet invånare är 58889. Befolkningen består av 28 496 kvinnor och 30 393 män. Barn under 15 år utgör 21,0 %, vuxna 15-64 år 70 %, och äldre över 65 år 7,0 %.
Genomsnittlig årsnederbörd är 843 millimeter. Den regnigaste månaden är augusti, med i genomsnitt 143 mm nederbörd, och den torraste är januari, med 7 mm nederbörd.